# ماتیلدا هاجکینز-برن
ماتیلدا هاجکینز-برن (انگلیسی: Mathilda Hodgkins-Byrne؛ زادهٔ ۱ اکتبر ۱۹۹۴) قایقران روئینگ زن اهل بریتانیا است.
وی در مسابقات کشوری و بین‌المللی در مجموع برندهٔ ۱ مدال نقره، ۳ مدال برنز شده است.